# Romina Doval

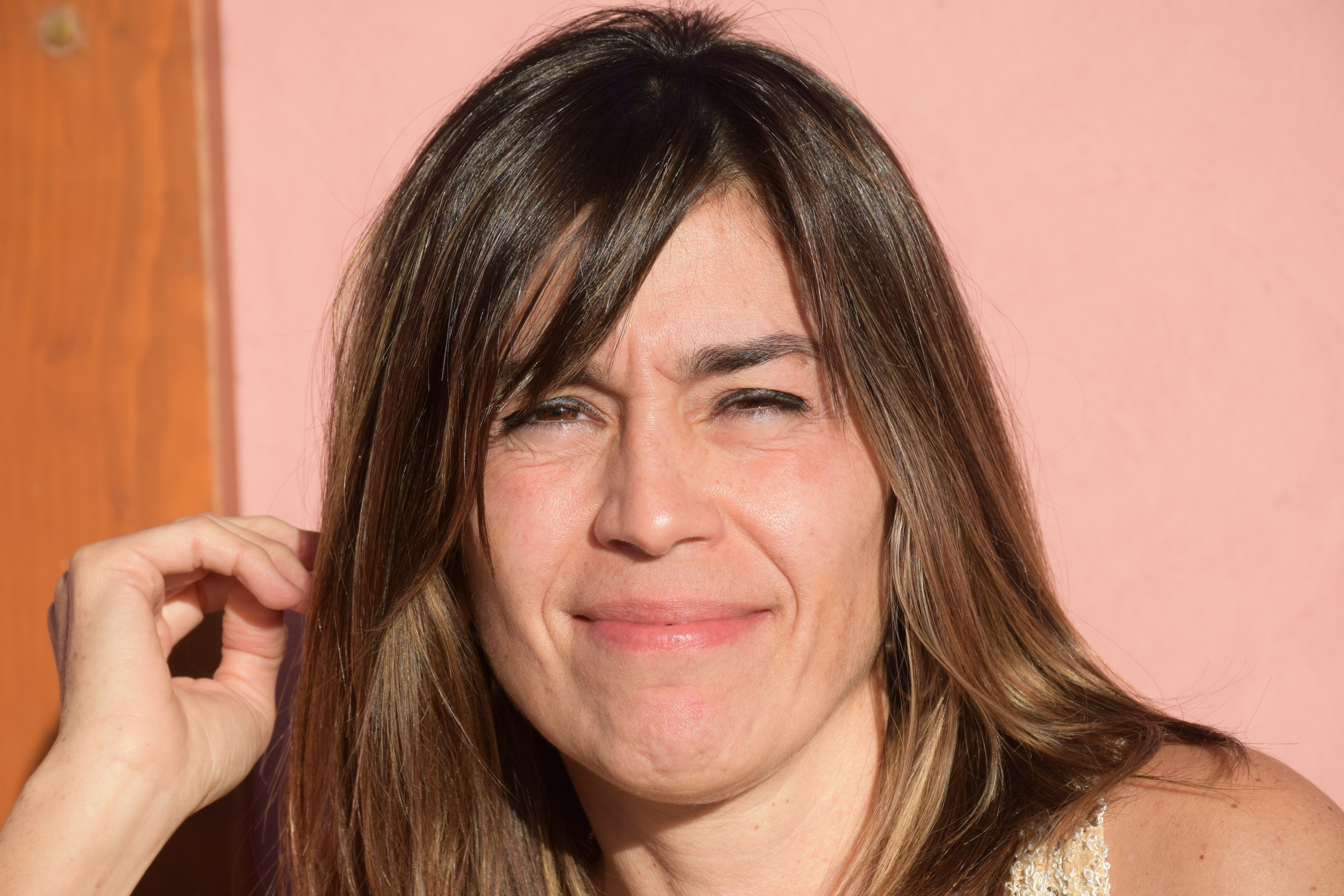
Romina Doval

Romina Doval es una escritora  argentina, nació en Buenos Aires en 1973. Es licenciada y profesora en Letras por la Universidad de Buenos Aires y magíster por la Universidad de Maine en Francia. 
En 2004, su primer libro de cuentos, Signo de los tiempos, obtuvo el primer premio nacional “Estímulo a la Creación Literaria y Teatral” (Secretaría de Cultura de la Nación Argentina).  
En 2005 fue galardonada con el premio "Ciudad de arena" de género fantástico por su cuento "De Châtelet a Bolívar". 
En 2009 sacó su primera novela, Desencanto, segundo premio del Fondo Nacional de las Artes.  
En 2016 publicó La mala fe, finalista del premio Nueva novela. 
En 2023 salió su más reciente novela titulada Presa suelta. 
Sus cuentos y notas han sido publicados en diferentes medios y antologías argentinas e internacionales. 
Tradujo y publicó, por primera vez al español, la controvertida biografía del poeta Rimbaud hecha por su hermana: Mi hermano Arthur, de Isabelle Rimbaud y las novelas El hombre que se reencontró, de Henri Duvernois y El Tutú, costumbres de fin de siglo de Léon Genonceaux, editor del conde de Lautréamont.